# ولینو سلو
ولینو سلو (به لاتین: Velino Selo) یک ویکی‌پدیا:ابهام‌زدایی و زیستگاه انسانی در بوسنی و هرزگوین است که در بیه‌لینا واقع شده‌است.